# Sébastien Bellin
Sébastien Bellin (São Paulo, 14 mei 1978) is een Belgisch/Braziliaans voormalig basketballer. Op 22 maart 2016 bij de aanslagen in Brussel raakte Bellin zwaargewond.

## Carrière
Bellin speelde collegebasketbal voor de Marist Red Foxes en Oakland Golden Grizzlies maar werd niet gekozen in de NBA draft in 2000. Hij ging professioneel spelen in de Italiaanse tweede klasse bij Aurora Basket Jesi. Hij ging in 2001 spelen in de eerste klasse bij Power Wevelgem, na twee seizoen maakte hij de overstap in 2003 naar de Antwerp Giants. Bij de Giants bracht hij drie seizoenen door, in 2006 verliet hij de club voor BC Oostende. Bij Oostende won hij de beker en landstitel in 2008.
Bellin beproefde zijn geluk in 2009 bij de Tsjechische ploeg BK Prostějov waar ook Ian Hanavan speelde maar kwam niet verder dan een wedstrijd voor hen. Daarna speelde hij in de Nederlandse competitie voor Hanzevast Capitals. Hij keerde in 2009 terug naar België en ging spelen bij Optima Gent en nadien Belfius Mons-Hainaut waarmee hij voor een tweede keer de beker won. In 2012 tekende hij een contract bij tweedeklasser Kangoeroes Mechelen, hij speelde er tot in 2013. Hij tekende in 2013 voor Gent Hawks dat toen in de tweede klasse uitkwam. Hij speelde van 2014 tot 2015 nog voor de tweedeklasser CEP Fleurus. Hij speelde ook vijf jaar voor de nationale ploeg. Hij werd in februari 2018 algemeen directeur bij Spirou Charleroi, in 2019 werd er beslist om de samenwerking te stoppen.

## Aanslag
Op 22 maart 2016 werd hij het slachtoffer van de aanslagen op de luchthaven van Zaventem. Hij raakte deels verlamd aan een been maar revalideerde de volgende jaren. Twee jaar later liep hij de Marathon van Brussel uit. In 2021 nam hij deel aan een halve Ironman in Kroatië. In juni 2022 ging hij aan de slag als jeugdcoach bij BC Terlanen Overijse. Hij liep in oktober 2022 de Ironman Hawaï uit in 14 uur en 39 minuten, er verscheen in maart 2023 een documentaire Rebound.
In maart 2023 tijdens zijn getuigenis op het Belgisch proces van de terroristen van Zaventem verklaarde hij "Ik ben bereid om u te vergeven. Om u de hand te reiken. Zie het als hulp die ik u aanbied om aan uzelf te werken. Het zal dat zijn of rotten in de cel".

## Erelijst
- Belgisch landskampioen: 2007
- Belgisch bekerwinnaar: 2008, 2011